# مردان امن
مردان امن (به انگلیسی: Safe Men) فیلمی محصول سال ۱۹۹۸ و به کارگردانی جان هامبورگ است. در این فیلم بازیگرانی همچون سم راکول، استیو زان، هاروی فایراستین، مایکل لانر و پل جیاماتی ایفای نقش کرده‌اند.